# Pseudorhombila quadridentata
Pseudorhombila quadridentata är en kräftdjursart som först beskrevs av Pierre André Latreille 1828.  Pseudorhombila quadridentata ingår i släktet Pseudorhombila och familjen Pseudorhombilidae. Inga underarter finns listade i Catalogue of Life.